# Soutiers

Soutiers este o comună în departamentul Deux-Sèvres, Franța. În 2009 avea o populație de 255 de locuitori.